# 粗唇海鯽
粗唇海鲫，為輻鰭魚綱鱸形目隆頭魚亞目海鯽科的其中一種，分布於東太平洋區，從美國加州Mendocino郡至墨西哥加利福尼亞灣中部海域，棲息深度可達46公尺，體長可達47公分，成魚生活在碼頭、海灣、岩石底質淺水域，屬肉食性，胎生，成群活動，可做為食用魚及遊釣魚。